# Silent Hill: The Short Message
Silent Hill: The Short Message è un videogioco del 2024 sviluppato da Konami e HexaDrive. Venne annunciato e pubblicato gratis per PlayStation 5 il 31 gennaio 2024 da Konami.

## Trama
Nonostante il titolo possa deviare nel fare pensare che la storia sia ambientata a Silent Hill, in realtà tutta la vicenda avviene nell'immaginaria città di Kettenstadt, in Germania. In particolare, il gioco si svolge in un complesso di appartamenti abbandonato chiamato Villa, luogo dove i ragazzi si riuniscono per riempire di graffiti i muri e famigerata zona preferita per il suicidio dalle ragazze adolescenti.
Una ragazza, Anita, riceve sul suo telefono un messaggio dalla sua amica Maya, famosa artista di graffiti, conosciuta online con il soprannome C.B., ovvero Cherry Blossoms. Nel messaggio, Maya fa capire che vuole incontrare Anita proprio dentro la Villa. Una volta entrata, quest'ultima segue una scia di dipinti di Maya lasciati in giro dall'artista stessa. Durante la sua esplorazione, Anita ha dei flashback sui commenti negativi online, al limite della molestia, che ha ricevuto nel corso degli anni. Il suo vagare viene interrotto brevemente dalla fugace apparizione di un mostro ricoperto da fiori di ciliegio. La ragazza riesce a raggirarlo senza difficoltà, ma inizia a temere per l'incolumità propria e della sua amica. Anita manda dei messaggi a Maya, ma non riceve risposta.
Nel frattempo, riceve una chiamata da Amelie, un'altra sua amica, che ricorda ad Anita che Maya é morta. Infatti, poco prima, ella si era buttata dal tetto della Villa. Anita é scioccata del fatto di avere dimenticato qualcosa di così importante. A questo punto, si chiede chi le stia inviando messaggi fingendosi Maya. Finito di esplorare l'edificio, si reca sul tetto e scopre l'ultimo graffito dell'amica morta. Si ingelosisce quando controlla il numero di follower di Maya, nettamente superiore al proprio. Allora, pensando che tutto quel successo dall'amica artista sia dovuto dal suo suicidio, Anita decide di buttarsi dal tetto, così sperando di avere successo postumo. Dopo un attimo d'esitazione, salta.
Invece di morire, Anita si sveglia in una stanza nella Villa. Mentre si chiede come sia possibile, Maya le manda dei messaggi, in cui le dice che nessuna delle due può andarsene finché lei non trova "quello". Ancora più confusa, Anita é costretta ad esplorare di nuovo l'intero edificio. Ora, la Villa è in uno stato più fatiscente di prima e le opere di Maya sono vandalizzate. In punti specifici, l'esplorazione viene interrotta da flashback con Maya protagonista in cui viene rivelato che quest'ultima era vittima di bullismo a scuola. Anita trova un grande graffito raffigurante Amelie su una parete di un appartamento. Allora, la ragazza si ricorda che Maya é sempre stata più vicina ad Amelie che a lei, sentendosi esclusa dalla prima e tradita dalla seconda, poiché sentiva che la loro amicizia stava per finire proprio a causa di Maya. Proseguendo, Anita si ritrova nella biblioteca della sua scuola. Attraverso libri sulla storia della città e documenti, apprende una parte della storia di Kettenstadt a lei sconosciuta, fino a quel momento. Kettenstadt parrebbe essere stata maledetta da una strega giapponese. Nel 1947 scoppiò un incendio nel manicomio nelle vicinanze in cui risiedeva ormai da tempo, prima di morire tra le fiamme, avrebbe lanciato sulla città e sui suoi cittadini una maledizione.
La zona immediatamente successiva in cui Anita si ritrova è il corridoio della sua scuola. Anita trova nell'armadietto di Maya una lettera di Maya scritta a mano, in cui implora aiuto ad Amelie. Anche se cercava di non darlo a vedere, Maya soffriva veramente per il bullismo e voleva trovare conforto in Amelie, ma anche questa amicizia era fonte di sofferenza, poiché, da un certo punto in poi, è stata fortemente ostacolata da Anita. Quindi, Anita comprende che anche lei ha influenzato nel suicidio dell'amica artista. In questo punto, fa la nuova comparsa il mostro ricoperto da fiori di ciliegio, il cui nome ufficiale é Sakura Head. Questa volta, Anita ha maggiore difficoltà nella fuga. Ad ogni modo, grazie a questa fuga ritrova la via per il tetto. Qui, viene chiamata da Amelie. Senza pensarci due volte, Anita ammette la sua colpa per la morte di Maya. Si avvicina al bordo e, dopo un altro attimo d'esitazione, si getta giù dal tetto.
Anita si risveglia di nuovo nella Villa. È nella stessa stanza. Esplorando ancora l'edificio, si ritrova nell'appartamento dove viveva con la famiglia. Inizia a ricordare di come la madre abbia trascurato ed abusato di lei e di suo fratello minore. Il metodo di castigo preferito della donna era rinchiudere i figli nell'armadio. Questa situazione culminò con la morte del bambino, mentre entrambi erano in castigo. In seguito, la madre nascose il corpo esanime nel frigorifero. Anita scappò e si presentò alla stazione di polizia e denunciò la madre. Il genitore venne arrestato e condannato. Proseguendo, Anita scopre degli schizzi di prova di Maya per un ritratto su di lei. Questo la porta a realizzare che Maya non l'aveva mai ignorata. Lo scenario seguente prevede l'ultimo incontro tra la protagonista ed il mostro Sakura Head. L'obiettivo è quello di recuperare cinque fotografie, corrispondenti alle cinque catene che bloccano una porta. Solo quando si recuperano tutte, si può procedere oltre. Dunque, Anita si ritrova di nuovo sul tetto. Amelie la chiama nuovamente, ma adesso Anita si scusa con lei per non avere capito quanto fosse importante Maya per entrambe. Anita fa per buttarsi, ma si ferma all'ultimo secondo. Perde comunque l'equilibrio, ma cade all'indietro. Quando alza lo sguardo, la nebbia, che è stata una constante fino a quel momento, sparisce e s'intuisce che Anita è tornata alla realtà.
Il gioco si conclude, mostrandoci un post sui social media di Amelie da cui si apprende che lei ed Anita hanno lasciato Kattenstadt per il college. Si sono lasciate il passato alle spalle e vogliono iniziare una nuova vita.

## Modalità di gioco
Nel gioco viene utilizzata principalmente la prospettiva in prima persona, anche se in pochi momenti si passa in una di terza, più tipica della serie di Silent Hill. Durante il gioco la protagonista possiede solo un cellulare, da cui riceve e con cui risponde sia ai messaggi, sia alle telefonate. Inoltre, non vengono fornite armi, quindi, negli scontri, il videogiocatore dovrà impegnarsi a trovare soluzioni più ingegnose.